# مقاطعة ويلكين (مينيسوتا)
مقاطعة ويلكين (بالإنجليزية: Wilkin County)‏ هي إحدى مقاطعات ولاية مينيسوتا في الولايات المتحدة الأمريكية.